# Football Club Legnago Salus 2021-2022
Questa voce raccoglie le informazioni riguardanti il Football Club Legnago Salus nelle competizioni ufficiali della stagione 2021-2022.

## Stagione
Nella stagione 2021-2022 il Legnago Salus disputa il girone A del campionato d Serie C, raccoglie 30 punti con l'ultimo posto della classifica, con relativa retrocessione in Serie D. La stagione dei biancoazzurri veneti è iniziata con il tecnico Giovanni Colella, al termine del girone di andata il Legnago ha raccolto 18 punti è quart'ultimo, in lotta per evitare i Play-out. Per salvarsi si cambia l'allenatore e si punta sul tecnico Michele Serena. Ma nel girone di ritorno le cose si mettono al peggio, si ritorna allora nelle mani di Giovanni Colella a fine marzo, ma la situazione è ormai compromessa. Non si riesce ad evitare l'ultimo posto, che vuol dire ritorno tra i dilettanti. Nella Coppa Italia di Serie C il Legnago supera nel primo turno la Lucchese (0-3) con una vittoria a tavolino, perché i rossoneri hanno schierato in campo un giocatore che era squalificato, la partita si era conclusa con la netta vittoria dei toscani (3-0). Poi nel secondo turno il Legnago ha perso (1-0) il derby con il Padova, che nel seguito del torneo riuscirà a vincere il Trofeo.

## Divise e Sponsor
Le maglie del Legnago sono biancoazzurre, con calzoncini e calzettoni bianchi. Gli Sponsor sono: Camero group, Esse group, Gnz. Mentre lo Sponsor tecnico è Calcio Group 2.0.

## Rosa
| N. |                         | Ruolo | Calciatore          |
| -- | ----------------------- | ----- | ------------------- |
| 1  | Italia (bandiera)       | P     | Edoardo Corvi       |
| 2  | Italia (bandiera)       | D     | Manuel Ricciardi    |
| 3  | Italia (bandiera)       | D     | Enrico Rossi        |
| 4  | Italia (bandiera)       | C     | Francesco Antonelli |
| 5  | Italia (bandiera)       | D     | Cesare Ambrosini    |
| 6  | Italia (bandiera)       | D     | Andrea Bondioli     |
| 7  | Slovenia (bandiera)     | C     | Dejan Lazarević     |
| 8  | Burkina Faso (bandiera) | C     | Abdul Yabré         |
| 9  | Italia (bandiera)       | A     | Nicola Ciccone      |
| 10 | Italia (bandiera)       | C     | Gianluca Laurenti   |
| 10 | Brasile (bandiera)      | C     | Paulinho            |
| 11 | Italia (bandiera)       | A     | Lorenzo Sgarbi      |
| 12 | Italia (bandiera)       | P     | Manuel Gasparini    |
| 12 | Italia (bandiera)       | P     | Andrea Rossini      |
| 13 | Italia (bandiera)       | D     | Nicolò Milani       |
| 14 | Italia (bandiera)       | D     | Nicola Stefanelli   |
| 15 | Italia (bandiera)       | A     | Marco Gugole        |

| N. |                      | Ruolo | Calciatore         |
| -- | -------------------- | ----- | ------------------ |
| 16 | Italia (bandiera)    | D     | Andrea Bruno       |
| 17 | Italia (bandiera)    | C     | Stefano Salvi      |
| 18 | Italia (bandiera)    | A     | Gianluca Contini   |
| 19 | Italia (bandiera)    | D     | Mattia Pitzalis    |
| 20 | Italia (bandiera)    | C     | Luca Zanetti       |
| 21 | Argentina (bandiera) | A     | Juanito Gómez      |
| 22 | Italia (bandiera)    | P     | Manuel Enzo        |
| 23 | Italia (bandiera)    | C     | Matteo Calamai     |
| 23 | Italia (bandiera)    | C     | Lorenzo Lollo      |
| 25 | Italia (bandiera)    | C     | Enrico Casarotti   |
| 26 | Italia (bandiera)    | C     | Mirko Giacobbe     |
| 27 | Italia (bandiera)    | C     | Daniele Olivieri   |
| 28 | Italia (bandiera)    | D     | Giulio Saviato     |
| 29 | Croazia (bandiera)   | A     | Nikola Burić       |
| 30 | Italia (bandiera)    | D     | Daniele Gasparetto |
| 32 | Italia (bandiera)    | D     | Stefano Pellizzari |
| 44 | Italia (bandiera)    | D     | Tommaso Maggioni   |

## Calciomercato

### Sessione estiva (dal 01/07 al 31/08)
| Acquisti | Acquisti           | Acquisti             | Acquisti         |
| R.       | Nome               | da                   | Modalità         |
| -------- | ------------------ | -------------------- | ---------------- |
| P        | Gianluca Contini   | Cagliari             | prestito         |
| P        | Manuel Gasparini   | Udinese              | prestito         |
| P        | Manuel Enzo        | Arzignano Valchiampo | svincolato       |
| D        | Cesare Ambrosini   | Tritium              | svincolato       |
| D        | Daniele Gasparetto | Reggina              | definitivo       |
| D        | Nicolò Milani      | Atalanta             | prestito         |
| D        | Vincenzo Muteba    | Roma                 | definitivo       |
| D        | Mattia Pitzalis    | Olbia                | svincolato       |
| D        | Enrico Rossi       | L.R. Vicenza         | prestito         |
| C        | Matteo Calamai     | Prato                | svincolato       |
| C        | Daniele Olivieri   | Ascoli               | prestito         |
| C        | Stefano Salvi      | Foggia               | svincolato       |
| A        | Nicola Ciccone     | Virtus Francavilla   | definitivo       |
| A        | Gianluca Contini   | Cagliari             | prestito         |
| A        | Juanito Gómez      | Gubbio               | svincolato       |
| A        | Lorenzo Sgarbi     | Napoli               | rinnovo prestito |

| Cessioni | Cessioni            | Cessioni        | Cessioni      |
| R.       | Nome                | a               | Modalità      |
| -------- | ------------------- | --------------- | ------------- |
| P        | Filippo Pavoni      | Chievo          | fine prestito |
| P        | Semuel Pizzignacco  | L.R. Vicenza    | fine prestito |
| D        | Alessio Girgi       | Atalanta        | fine prestito |
| D        | Simone Mazzali      | Adriese         | svincolato    |
| D        | Stefano Pelizzari   | Vis Pesaro      | svincolato    |
| D        | Armando Perna       |                 | fine carriera |
| D        | Manuel Ricciardi    | Ascoli          | fine prestito |
| D        | Marco Ruggero       | Padova          | fine prestito |
| D        | Nicola Stefanelli   |                 | svincolato    |
| D        | Alessandro Zanoli   | Napoli          | fine prestito |
| C        | Matteo Gasperi      | Ancona-Matelica | svincolato    |
| C        | Alessandro Lovisa   | Fiorentina      | fine prestito |
| C        | Lorenzo Ranelli     | Lornano Badesse | svincolato    |
| A        | Mohammed Chakir     | Renate          | definitivo    |
| A        | Francesco Grandolfo | Monopoli        | svincolato    |
| A        | Fabio Morselli      | Alcione         | svincolato    |
| A        | Alex Rolfini        | Ancona-Matelica | svincolato    |

### Sessione invernale (dal 3/01 al 31/01)
| Acquisti | Acquisti           | Acquisti       | Acquisti   |
| R.       | Nome               | da             | Modalità   |
| -------- | ------------------ | -------------- | ---------- |
| D        | Andrea Bruno       | Virtus Entella | prestito   |
| D        | Tommaso Maggioni   | Modena         | prestito   |
| D        | Stefano Pellizzari | Vis Pesaro     | prestito   |
| C        | Lorenzo Lollo      | Bari           | prestito   |
| C        | Paulinho           | Triestina      | definitivo |

| Cessioni | Cessioni          | Cessioni | Cessioni      |
| R.       | Nome              | a        | Modalità      |
| -------- | ----------------- | -------- | ------------- |
| P        | Manuel Gasparini  | Udinese  | fine prestito |
| D        | Cesare Ambrosini  |          | svincolato    |
| D        | Nicolò Milani     | Atalanta | fine prestito |
| D        | Vincenzo Muteba   | Prato    | prestito      |
| C        | Matteo Calamai    |          | svincolato    |
| C        | Gianluca Laurenti |          | svincolato    |
| A        | Nicola Ciccone    |          | svincolato    |

### Operazioni successive alla sessione invernale
| Acquisti | Acquisti       | Acquisti | Acquisti   |
| R.       | Nome           | da       | Modalità   |
| -------- | -------------- | -------- | ---------- |
| P        | Andrea Rossini |          | svincolato |

| Cessioni | Cessioni | Cessioni | Cessioni |
| R.       | Nome     | a        | Modalità |
| -------- | -------- | -------- | -------- |

## Risultati

### Serie C

#### Girone di andata
| Arbitro: | Madonia (Palermo) |

|            |           |             |
| Sgarbi 81’ | Marcatori | 12’ Milillo |

| Arbitro: | Pascarella (Nocera Inferiore) |

|                                           |           |              |
| Masini 29’ Tordini 39’, 43’ Giudici 90+2’ | Marcatori | 70’ Laurenti |

| Arbitro: | Scatena (Avezzano) |

|  |           |                                              |
|  | Marcatori | 19’ Kirwan 69’ Della Latta 72’, 89’ Nicastro |

| Arbitro: | E. Longo (Cuneo) |

|          |           |             |
| Arma 14’ | Marcatori | 70’ Contini |

| Arbitro: | Gauzolino (Torino) |

|           |           |                      |
| Gómez 50’ | Marcatori | 5’ Odogwu 59’ Malomo |

| Arbitro: | Iacobellis (Pisa) |

|                     |           |  |
| Cesarini 16’ (rig.) | Marcatori |  |

| Arbitro: | Mastrodomenico (Matera) |

|  |           |           |
|  | Marcatori | 23’ Burić |

| Arbitro: | Villa (Rimini) |

|                               |           |               |
| Burić 3’, 56’ Lazarević 90+3’ | Marcatori | 45+2’ Morello |

| Arbitro: | Perri (Roma) |

|                                                          |           |          |
| Pisano 5’ Luppi 27’ Corradi 41’ Bacchetti 66’ Guerra 71’ | Marcatori | 8’ Burić |

| Arbitro: | Arena (Torre del Greco) |

|                        |           |                               |
| Burić 4’ Antonelli 14’ | Marcatori | 3’ Stanzani 43’ Galli 85’ Piu |

| Arbitro: | Pezzopane (L'Aquila) |

|               |           |  |
| Ricciardi 45’ | Marcatori |  |

| Arbitro: | Crezzini (Siena) |

|                                                             |           |  |
| Galuppini 34’ (rig.) Chakir 37’ Maistrello 41’ Celeghin 53’ | Marcatori |  |

| Arbitro: | Monaldi (Macerata) |

|              |           |                          |
| J. Gómez 43’ | Marcatori | 10’ Cortesi 13’ Borghese |

| Arbitro: | Burlando (Genova) |

|  |           |            |
|  | Marcatori | 53’ Sgarbi |

| Arbitro: | Zamagni (Cesena) |

|  |           |                        |
|  | Marcatori | 7’ Galazzi 75’ Litteri |

| Arbitro: | Djurdjevic (Trieste) |

|              |           |  |
| Palmieri 19’ | Marcatori |  |

| Arbitro: | Diop (Treviglio) |

|           |           |             |
| Gómez 43’ | Marcatori | 62’ Capogna |

| Arbitro: | Taricone (Perugia) |

|               |           |                       |
| Tomaselli 30’ | Marcatori | 42’ Gómez 56’ Contini |

| Arbitro: | Gigliotti (Cosenza) |

|           |           |                                |
| Burić 28’ | Marcatori | 24’ A. Brighenti 32’ Compagnon |

#### Girone di ritorno
| Arbitro: | Crezzini (Siena) |

|                        |           |  |
| Paudice 8’ Checchi 74’ | Marcatori |  |

| Arbitro: | Cherchi (Carbonia) |

|           |           |                      |
| Burić 38’ | Marcatori | 73’ (rig.), 88’ Ganz |

| Arbitro: | Pascarella (Nocera Inferiore) |

|             |           |             |
| Chiricò 50’ | Marcatori | 35’ Contini |

| Arbitro: | Leone (Barletta) |

|           |           |                 |
| Gómez 26’ | Marcatori | 90+4’ Pellacani |

| Arbitro: | Scarpa (Collegno) |

|                    |           |  |
| Voltan 2’ Tait 10’ | Marcatori |  |

| Arbitro: | Nicolini (Brescia) |

|  |           |              |
|  | Marcatori | 74’ Dubickas |

| Legnago 13 febbraio 2022, ore 14:30 CET 26ª giornata | Legnago       | 0 – 0 referto | Giana Erminio | Stadio Mario Sandrini (300 spett.)\| Arbitro: \| Ancora (Roma) \| |
| Arbitro:                                             | Ancora (Roma) |               |               |                                                                   |

| Arbitro: | Cavaliere (Paola) |

|              |           |               |
| R. Moreo 70’ | Marcatori | 60’ Antonelli |

| Arbitro: | Vergaro (Bari) |

|  |           |                                           |
|  | Marcatori | 65’ Balestrero 66’ Di Molfetta 90’ Guerra |

| Arbitro: | Catanoso (Reggio Calabria) |

|           |           |             |
| Piu 45+1’ | Marcatori | 86’ Contini |

| Arbitro: | Villa (Rimini) |

|  |           |               |
|  | Marcatori | 90+5’ Contini |

| Arbitro: | Canci (Carrara) |

|                     |           |                |
| Giacobbe 88’ (rig.) | Marcatori | 51’ Maistrello |

| Arbitro: | Mucera (Palermo) |

|                       |           |              |
| Zé Gomes 4’ Cocco 30’ | Marcatori | 75’ Bondioli |

| Arbitro: | Burlando (Genova) |

|  |           |            |
|  | Marcatori | 61’ Panico |

| Arbitro: | Arena (Torre del Greco) |

|                       |           |  |
| Trotta 7’ Galazzi 80’ | Marcatori |  |

| Arbitro: | Di Francesco (Ostia) |

|              |           |                                               |
| Giacobbe 67’ | Marcatori | 29’ (rig.) Stronati 48’ Ferri 75’ Mastroianni |

| Arbitro: | Pirrotta (Barcellona Pozzo di Gotto) |

|              |           |                          |
| Pecorini 89’ | Marcatori | 68’ Contini 90+1’ Sgarbi |

| Arbitro: | Centi (Terni) |

|                  |           |                                    |
| Gómez 77’ (rig.) | Marcatori | 23’ Galeandro 34’ Gusu 54’ Manconi |

| Arbitro: | Saia (Palermo) |

|                                       |           |                         |
| Compagnon 63’ Cudrig 86’ Da Graca 90’ | Marcatori | 59’, 72’ (rig.) Contini |

### Coppa Italia Serie C
| Legnago 21 agosto 2021, ore 17:30 CEST Primo turno | Legnago          | 3 – 0 (tav.) | Lucchese | Stadio Mario Sandrini\| Arbitro: \| Diop (Treviglio) \| |
| Arbitro:                                           | Diop (Treviglio) |              |          |                                                         |

| Arbitro: | Caldera (Como) |

|             |           |  |
| Bifulco 41’ | Marcatori |  |

## Statistiche

### Statistiche di squadra
| Competizione         | Punti | In casa | In casa | In casa | In casa | In casa | In casa | In trasferta | In trasferta | In trasferta | In trasferta | In trasferta | In trasferta | Totale | Totale | Totale | Totale | Totale | Totale | DR  |
| Competizione         | Punti | G       | V       | N       | P       | Gf      | Gs      | G            | V            | N            | P            | Gf           | Gs           | G      | V      | N      | P      | Gf     | Gs     | DR  |
| -------------------- | ----- | ------- | ------- | ------- | ------- | ------- | ------- | ------------ | ------------ | ------------ | ------------ | ------------ | ------------ | ------ | ------ | ------ | ------ | ------ | ------ | --- |
| Serie C              | 30    | 19      | 2       | 5       | 12      | 16      | 33      | 19           | 5            | 4            | 10           | 16           | 32           | 38     | 7      | 9      | 22     | 32     | 65     | -33 |
| Coppa Italia Serie C | -     | 1       | 1       | 0       | 0       | 3       | 0       | 1            | 0            | 0            | 1            | 0            | 1            | 2      | 1      | 0      | 1      | 3      | 1      | +2  |
| Totale               | -     | 20      | 3       | 5       | 12      | 19      | 33      | 20           | 5            | 4            | 11           | 16           | 33           | 40     | 8      | 9      | 23     | 35     | 66     | -31 |

### Andamento in campionato
| Giornata  | 1 | 2  | 3  | 4  | 5  | 6  | 7  | 8  | 9  | 10 | 11 | 12 | 13 | 14 | 15 | 16 | 17 | 18 | 19 | 20 | 21 | 22 | 23 | 24 | 25 | 26 | 27 | 28 | 29 | 30 | 31 | 32 | 33 | 34 | 35 | 36 | 37 | 38 |
| --------- | - | -- | -- | -- | -- | -- | -- | -- | -- | -- | -- | -- | -- | -- | -- | -- | -- | -- | -- | -- | -- | -- | -- | -- | -- | -- | -- | -- | -- | -- | -- | -- | -- | -- | -- | -- | -- | -- |
| Luogo     | C | T  | C  | T  | C  | T  | T  | C  | T  | C  | C  | T  | C  | T  | C  | T  | C  | T  | C  | T  | C  | T  | C  | T  | C  | C  | T  | C  | T  | T  | C  | T  | C  | T  | C  | T  | C  | T  |
| Risultato | N | P  | P  | N  | P  | P  | V  | V  | P  | P  | V  | P  | P  | V  | P  | P  | N  | V  | P  | P  | P  | N  | N  | P  | P  | N  | N  | P  | N  | V  | N  | P  | P  | P  | P  | V  | P  | P  |
| Posizione | 8 | 12 | 18 | 18 | 17 | 19 | 18 | 15 | 16 | 18 | 15 | 17 | 17 | 15 | 17 | 18 | 18 | 16 | 17 | 18 | 18 | 20 | 18 | 18 | 20 | 19 | 20 | 20 | 20 | 19 | 19 | 20 | 20 | 20 | 20 | 19 | 20 | 20 |

Legenda:

Luogo: C = Casa; T = Trasferta. Risultato: V = Vittoria; N = Pareggio; P = Sconfitta.